# Répcelaki SE (teke)
A Répcelaki SE tekeszakosztálya Répcelak tekecsapata, amely a Positive Adamsky Szuperligában szerepel.
A kezdeti időszakban a megyei I. osztályban, valamint az 1990-es évekig az NB III.-ban szerepelt a csapat, majd következett az NB II. A 2004-2005-ös idényben már az NB I.-ben indultak el. A 2010/11-es szezonban aranyéremmel fejezték be a szezont, holtversenyben a Szegeddel.

## Elnevezései
Teljes nevének használata (Répcelaki SE) a köznyelvben nagyon ritka, a csapatra a médiában inkább csak Répcelakként hivatkoznak.

## Története
A szakosztályt 1974-ben alapították. Kezdeti időszakban a megyei I. osztályban, valamint az 1990-es évekig az NB III.-ban szerepelt a csapat, majd következett az NB II. A 2004-2005-ös idényben már az NB I-ben indultak el. A 20210/11-es szezonban aranyéremmel fejezték be a szezont, holtversenyben a Szegeddel.

## Pálya
A csapat 2011 óta a Szarka Zoltán Sporttelepen átadott tekepályán játszik, ami nemzetközi mérkőzésekre is alkalmas. A pálya elkészültekor a csapat feljutott a Szuperligába, így már itt ünnepelték meg a feljutást.

## Játékoskeret
Utolsó módosítás: 2024. május 13.
A vastaggal jelzett játékosok felnőtt válogatottsággal rendelkeznek.
A dőlttel jelzett játékosok ifjúsági válogatottsággal rendelkeznek.
| Név                    | Nemzetiség   | Születési hely | Születési idő | Korábbi csapat    |
| ---------------------- | ------------ | -------------- | ------------- | ----------------- |
| Ifjúsági játékosok     |              |                |               |                   |
| Kiss Bence             | Magyarország | Celldömölk     | Nem publikus  | Nincs             |
| Simon Szabolcs         | Magyarország | Szombathely    | Nem publikus  | Nincs             |
| Varga Bence            | Magyarország | Sopron         | 1999.03.22.   | Nincs             |
| Felnőtt játékosok      |              |                |               |                   |
| Bíró Patrik            | Magyarország | Budapest       | Nem publikus  | Ferencvárosi TC   |
| Bólya Tamás            | Magyarország | Budapest       | Nem publikus  | MVM Gáz SE        |
| Danóczy Richárd        | Magyarország | Budapest       | 1967.01.31.   | Győr-SZOL TC      |
| Molnár Pál             | Magyarország | Szombathely    | Nem publikus  | Gravitáció TK     |
| ifj. Móricz Zoltán     | Magyarország | Sárvár         | 1991.04.12.   | Uraiújfalu SE     |
| Tóth Áron              | Magyarország | Budapest       | 1993.04.01.   | Szolnoki MÁV SE   |
| Somodi Károly          | Magyarország | Kecskemét      | Nem publikus  | Győr-SZOL TC      |
| Szabó Attila           | Magyarország | Nem publikus   | Nem publikus  | Nyergesújfalu VSE |
| Kölcsönadott játékosok |              |                |               |                   |
| Név                    | Nemzetiség   | Születési hely | Születési idő | Kölcsönadva itt   |
| Kuslics Gergely        | Magyarország | Sopron         | Nem publikus  | Balogunyom TK     |